# Protorhabditis anthobia
Protorhabditis anthobia är en rundmaskart. Protorhabditis anthobia ingår i släktet Protorhabditis och familjen Rhabditidae. Inga underarter finns listade i Catalogue of Life.